# ناحیه واشینگتن، شهرستان وارن، نیوجرسی
واشینگتن (به انگلیسی: Washington Township) ناحیه‌ای در ایالت نیوجرسی کشور ایالات متحده آمریکا است که جمعیت آن در سرشماری سال ۲۰۱۰ میلادی، ۶٬۶۵۱ نفر بوده‌است.